# Gvatemalski kvecal
Gvatemalski kvecal (španjolski: quetzal), ISO 4217: GTQ, službeno je sredstvo plaćanja u Gvatemali. Dijeli se na 100 centava, a u domaćem platnom prometu se označava simbolom Q. Ime je dobio po nacionalnoj ptici dugorepi kvecal (Resplendent Quetzal).
Prvi quetzal je uveden 1925. godine za vrijeme predsjednika José Maríe Orellane, zamijenivši dotadašnji gvatemalski pezo. Do 1987. godine tečaj quetzala je bio vezan uz američki dolar.
Novčanice i kovanice izdaje Središnja gvatemalska banka, i to: kovanice od 1, 5, 10, 25, 50 centava i 1 quetzala, te novčanice od 1, 5, 10, 20, 50 i 100 quetzala.

## Vanjske poveznice
- Središnja gvatemalska banka